# Korita (Trebnje, Slovenija)
Korita je naselje u slovenskoj Općini Trebnju. Korita se nalazi u pokrajini Dolenjskoj i statističkoj regiji Jugoistočnoj Sloveniji. 

## Stanovništvo
Prema popisu stanovništva iz 2002. godine naselje je imalo 80 stanovnika.